# برايان بايتون
برايان بايتون (بالإنجليزية: Brian Payton)‏ (1966)؛ روائي أمريكي.